# Albacore (U-Boot, 1953)
Die USS Albacore (AGSS-569) war ein Experimental-U-Boot der United States Navy, benannt nach dem englischen Begriff für den Weißen Thunfisch (Thunnus alalunga). Am 24. November 1950 wurde der Auftrag erteilt, die Albacore zu konstruieren. Am 1. August 1953 wurde sie zu Wasser gelassen und am 6. Dezember desselben Jahres in Dienst gestellt.

## Vorgeschichte
Die US-Marine war trotz der zahlreichen Verluste im U-Boot-Krieg von der Effektivität und Wirksamkeit der U-Boote im Zweiten Weltkrieg überzeugt und kam zu dem Schluss, dass die Bedeutung der U-Boote nach Ende des Krieges sogar steigen würde und sie in Zukunft eine wichtige strategische Rolle bei der Austragung von Konflikten übernehmen könnten, setzte die Schwerpunkte der Entwicklung aber auf Flugzeugträger und andere Oberflächenfahrzeuge. Das aufkommende Atomzeitalter begründete die Hoffnung der US-Marine, später einmal atomgetriebene U-Boote zu bauen, die für sehr lange Zeit unter Wasser bleiben könnten, und somit die größte Schwäche der U-Boote des Zweiten Weltkrieges beseitigt wäre. Diese Überlegungen liefen parallel mit der Entwicklung eines Nuklearantriebs für U-Boote. Doch U-Boote, die fortan dauerhaft unter Wasser fahren würden, bedeuteten auch neue konstruktions- und designtechnische Anforderungen an den U-Boot-Rumpf.
Bis Mitte des Zweiten Weltkriegs und auch danach besaßen die meisten U-Boote einen Rumpf, der vor allem für eine optimale Überwasserfahrt gebaut worden war; für eine schnelle, lautlose und dauerhafte Tauchfahrt waren sie nicht optimiert. Mit den Walter-U-Booten des Zweiten Weltkrieges tauchte erstmals eine geglättete und optimierte Form auf, die auch für den Unterwassereinsatz gedacht und tauglich war. Die Entwicklung floss u. a. in die russischen Nachkriegsboote und die amerikanischen Umbau- und Umrüstmaßnahmen der unmittelbaren Nachkriegszeit (Guppy-Boote) ein.
Mit der Entwicklung des Atomantriebs, erstmals in der Nautilus realisiert, rückte die Vision eines reinen Unterwasserschiffes in greifbare Nähe. Für die weiter optimierten, „neuartigen“ U-Boote, die oft nach dem Zweihüllenprinzip gebaut waren, musste und konnte die Hydrodynamik des Rumpfes weiter deutlich verbessert werden.
Vom U-Boot-Spezialisten Charles Momsen wurde ein Vorschlag zu einem schnellen, leisen U-Boot vorgelegt. Das Projekt wurde begründet mit dem Ansatz, die U-Boot-Jäger (Zerstörer und Fregatten) effizienter trainieren zu können.

## Testschiff Albacore

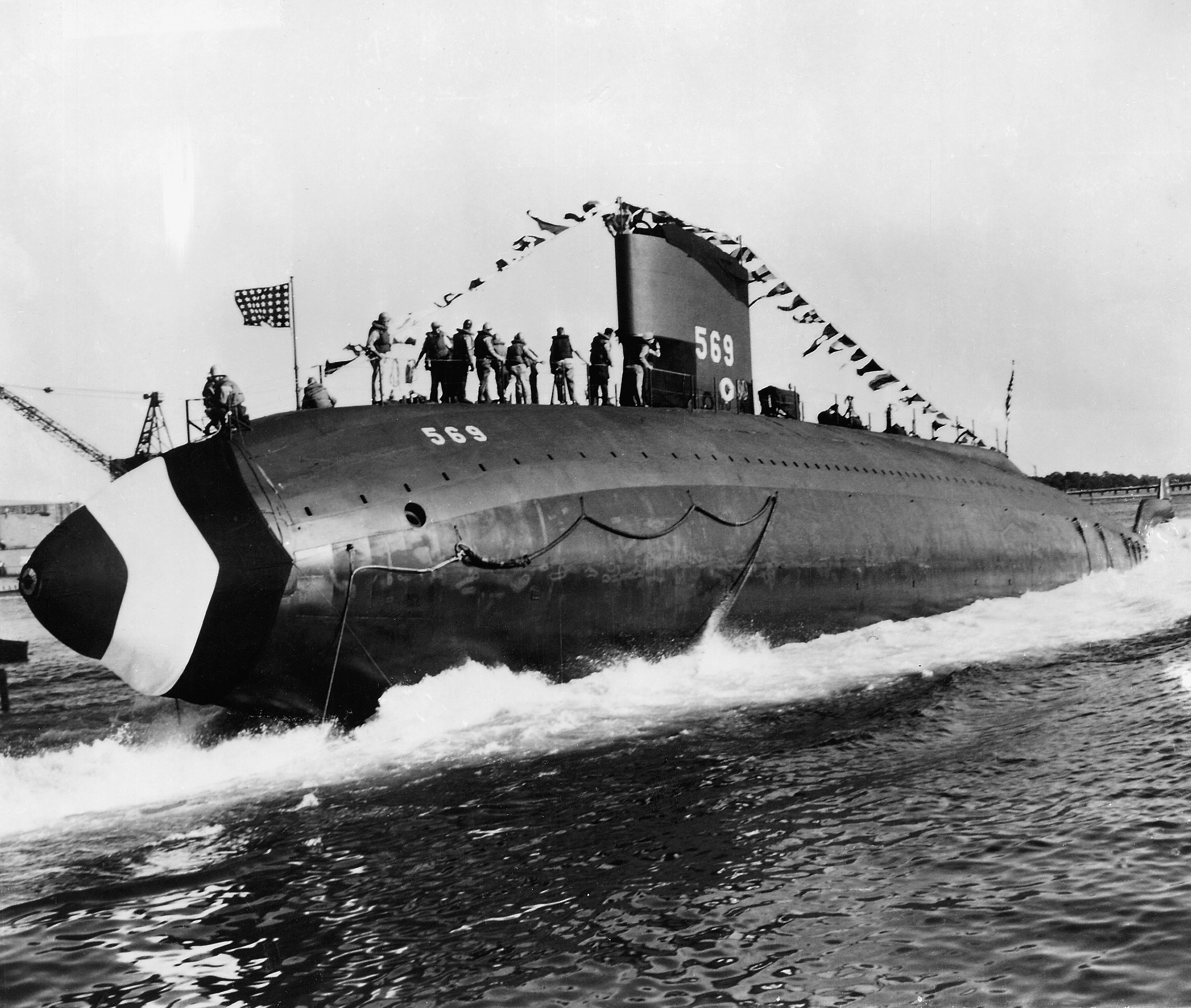
Stapellauf der Albacore

Bereits 1949 hatte sich ein spezieller Ausschuss mit zahlreichen Studien zur Optimierung der Hydrodynamik auseinandergesetzt und Vorschläge für ein neues Design eines U-Boot-Rumpfes ausgearbeitet. Tests mit Zweischraubenkonfiguration und der letztendlich gewählten Zentralschraubenanordnung erfolgten im Windkanal von Langley. Dies führte schließlich zur Entwicklung der Albacore, einem Einhüllenboot mit einer glatten, sauberen und hydrodynamisch gestalteten, tropfenförmigen Außenform. Die Albacore war als Testschiff nicht bewaffnet und wies zwei eingebaute Notausstiege mit Rettungsglocken auf. Nicht benötigte Schiffsteile wurden – anders als bei einem Einsatzboot – an Land deponiert. Die Erprobung der Albacore verlief in fünf Schritten. Während dieser Schritte wurden mit Umbaumaßnahmen immer neue Techniken und Konstruktionen erprobt. Betroffen waren oder untersucht wurden u. a.:
- ein tropfenförmiger Rumpf
- einziehbare, abdeckbare oder abbaubare Aufbauten wie Poller, Geländer etc.
- die Heckruderanordnung in Kreuzform vor oder hinter der Schraube und in X-Anordnung, als Pendelruder oder Ruderfläche
- die Tiefenruder am Rumpfbug oder am Turm oder ganz demontiert
- ausfahrbare Wasserbremsen
- ein Bremsschirm, der ein schnell und getaucht fahrendes Boot im Notfall zum Auftauchen bringt
- Tarnanstriche
- ein zusätzliches Seitenruder am Turm mit unterschiedlicher Dicke oder komplett abgebaut
- ein zentraler Propeller unterschiedlicher Größe und zwei gegenläufige Propeller mit unterschiedlichem Abstand hintereinander
- weitere Maßnahmen zur Reduktion der Reibung
- Maßnahmen zur Reduktion der Geräuschemissionen durch Trennung von Maschine und Rumpf und Schaumstoff im oder am Außenschiff
- Sonarexperimente mit eingebauten oder nachgeschleppten Einrichtungen
- eine flugzeugähnliche Steuerung
- Anschnallgurte für die Besatzung
- Silber-Zink- oder Bleiakkumulatoren
- zentral oder besser dezentral angeordnete Ballasttankausblas-Servoventile
- eine Notausblasvorichtung
- Kommunikationseinrichtungen, freischwimmende Antennen mit Schleppdrachen

Die Geschwindigkeitsziele wurden laut einer Quelle „mühelos“ erreicht. Aufgrund der hydrodynamischen Güte des Rumpfes erreichte das Boot unter Wasser mit auf 100 Kilowatt gedrosselter Antriebsleistung bereits eine Geschwindigkeit von sieben Knoten. Bei Verfolgungsübungen entkam die unbewaffnete Albacore den Jägern ohne Schwierigkeiten.

## Albacore heute und spätere Schiffe

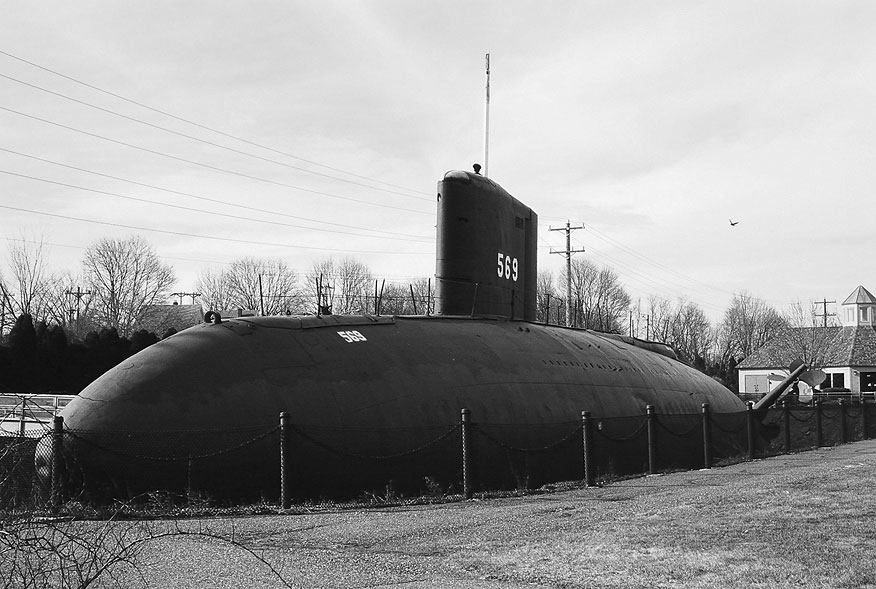
Albacore als Museumsschiff

Die erzielten Ergebnisse die Rumpfform betreffend waren überzeugend. Die ersten einsatzfähigen Boote mit der neuartigen Tropfenform waren die amerikanischen U-Boote der Skipjack-Klasse mit Atom-Antrieb und die konventionell getriebenen U-Boote der Barbel-Klasse. Bei späteren Booten ging man allerdings von der Tropfenform zur einfacher zu bauenden und ausreichenden Torpedoform über. Obwohl die Albacore eigentlich als "Trainings-Zielschiff" für die U-Jagd genehmigt und gebaut wurde, erreichte sie das Ziel ihrer Förderer sehr schnell. Tatsächlich war das U-Boot selbst bei hohen Geschwindigkeiten nicht von den klassischen U-Jagdtechnologien zu entdecken, und aufgrund ihrer Geschwindigkeit auch nicht mit der Bewaffnung dieser Zeit  zu bekämpfen. Dies führte schließlich zu einem Umdenken der US-Navy-Führung, und danach zur Entwicklung der modernen U-Bootflotte der 1960er Jahre.
Die Albacore selbst wurde 1972 außer Dienst gestellt und liegt seit 1986 als Denkmal und Museumsschiff bei Portsmouth (New Hampshire) an Land und kann besichtigt werden. Am 4. November 1989 wurde das Schiff als National Historic Landmark der Vereinigten Staaten ausgezeichnet.